# 부산게임산업협회
부산게임미디어협회는 2003년 9월 2일 설립된 대한민국 문화체육관광부 소관의 사단법인이다. 